# Jean-Pierre Faye
Jean-Pierre Faye (Paris, 19 de julho de 1925) é um filósofo e escritor francês de ficção e prosa poética.

## Vida e carreira
Faye nasceu em Paris. Foi membro do comitê de edição da revista literária de vanguarda Tel Quel e mais tarde da Change. Ele recebeu o Prix Renaudot por seu romance de 1964 L'Écluse (Éditions Seuil). Ele é um colaborador regular do periódico literário Chimère, de Gilles Deleuze. Com Jacques Derrida e outros, ele foi o autor do "Relatório Azul" (em francês:  Le rapport bleu), que levou ao Collège international de philosophie, uma universidade aberta, em 1983. Ele logo se voltou contra o desconstrucionismo e o pós-modernismo, como refletiu em Langages totalitaires 2: la raison narrative (1995). Seus ensaios, incluindo Théorie du récit e Langages Totalitaires, continuam sendo estudos influentes sobre o uso e abuso da linguagem por Estados e ideologias totalitárias  Faye é creditado com a criação da teoria da ferradura.

## Obras
- Balthus : les dessins.  Adam Biro, 1998. ISBN 978-2-87660-231-1
- Conceitos de número 7: Jean-Pierre Faye et la Philosophie. Sils Maria, 2005. ISBN 978-2-930242-44-6
- Introdução aux linguagens totalitaires : Théorie et Transformations du récit.  Edição revista Hermann, 2003. ISBN 978-2-7056-6450-3
- Journal du voyage absolu : Jeux et enjeux du Grand Perigo, accompagné des Transformants féminins.  Hermann, 2003. ISBN 978-2-7056-6469-5
- (com Anne-Marie de la Vilaine) La déraison antisémite et son langage.  Actes Sud, 1993. ISBN 978-2-7427-0094-3
- La frontière: Sarajevo pt archipel.  Actes Sud, 1999. ISBN 978-2-7427-0601-3
- Linguagens totalitaires.  Reimpresso Hermann, 2004. ISBN 978-2-7056-6480-0
- La philosophie desormais.  Colin, 2004. ISBN 978-2-200-26550-2
- Le langage meurtrier.  Hermann, 1996. ISBN 978-2-7056-6256-1
- Le livre du vrai. Evénement de violência.  L'Harmattan, 1998. ISBN 978-2-7384-7148-2
- Le Siècle des idéologies.  Ágora, 2002. ISBN 978-2-266-10141-7
- Nietzsche et Salomé.  Ecrivains, 2000. ISBN 978-2-246-58591-6
- (com Jacqueline Russ) Qu'est-ce que la philosophie?  Colin, 1997. ISBN 978-2-200-01548-0